# Iván Zamorano
Iván Luis Zamorano Zamora (Santiago de Chile,  18. siječnja 1967.) je čileanski umirovljeni nogometaš, igrao na poziciji napadača. Smatra se jednim od najpoznatijih čileanskih nogometaša.
Bio je član čileanske reprezentacije, te je s njome igrao na Svjetskom prvenstvu 1998. godine. S Interom je osvojio Kup UEFA.
2004. Zamorano se našao na popis najboljih svjetskih nogometaša FIFA 100 koji je sastavio Pelé.

## Uspjesi

### Klub
Trasandino
- Segunda División (1): 1985.

Cobresal
- Copa Chile (1): 1987.

Real Madrid
- Copa del Rey (1): 1993.
- Supercopa de España (1): 1993.
- La Liga (1): 1994./95.

Internazionale
- Kup UEFA (1): 1997./98.

Club América
- Primera División de México (1): 2002.

### Reprezentacija
Čile
- Olimpijske igre (1):  u Sydneyu (2000.)

### Individulani
- Trofeo EFE (2): 1992./93., 1994./95.
- Pichichi Trophy (1): 1994./95.

## Vanjske poveznice
- (šp.) Životopis, statistika, multimedija - www.tvn.cl
- Statistika  Arhivirana inačica izvorne stranice od 22. srpnja 2011. (Wayback Machine) na inter.it - službene stranice F.C. Internazionale Milano
- Iván Luis Zamorano - reprezentativni nastupi golovi na rsssf.com